# Веллі-Бенд (Західна Вірджинія)
Веллі-Бенд (англ. Valley Bend) — переписна місцевість (CDP) в США, в окрузі Рендолф штату Західна Вірджинія. Населення — 470 осіб (2020).

## Географія
Веллі-Бенд розташоване за координатами 38°46′10″ пн. ш. 79°55′41″ зх. д. / 38.76944° пн. ш. 79.92806° зх. д. (38.769396, -79.927943).  За даними Бюро перепису населення США в 2010 році переписна місцевість мала площу 3,65 км², уся площа — суходіл.

## Демографія
Згідно з переписом 2010 року, у переписній місцевості мешкало 485 осіб у 207 домогосподарствах у складі 150 родин. Густота населення становила 133 особи/км².  Було 227 помешкань (62/км²).
Расовий склад населення:
| - 99,6 % — білих - 0,2 % — корінних американців |

До двох чи більше рас належало 0,2 %. Частка іспаномовних становила 0,2 % від усіх жителів.
За віковим діапазоном населення розподілялося таким чином: 19,8 % — особи молодші 18 років, 60,6 % — особи у віці 18—64 років, 19,6 % — особи у віці 65 років та старші. Медіана віку мешканця становила 45,8 року. На 100 осіб жіночої статі у переписній місцевості припадало 93,2 чоловіків;  на 100 жінок у віці від 18 років та старших — 84,4 чоловіків також старших 18 років.
Середній дохід на одне домашнє господарство  становив 58 282 долари США (медіана — 60 438), а середній дохід на одну сім'ю — 61 925 доларів (медіана — 61 438). Медіана доходів становила 57 500 доларів для чоловіків та 21 938 доларів для жінок. За межею бідності перебувало 1,9 % осіб, у тому числі 0,0 % дітей у віці до 18 років та 0,0 % осіб у віці 65 років та старших.
Цивільне працевлаштоване населення становило 184 особи. Основні галузі зайнятості: науковці, спеціалісти, менеджери — 34,8 %, освіта, охорона здоров'я та соціальна допомога — 29,3 %, сільське господарство, лісництво, риболовля — 11,4 %, виробництво — 6,5 %.